# Weather Report

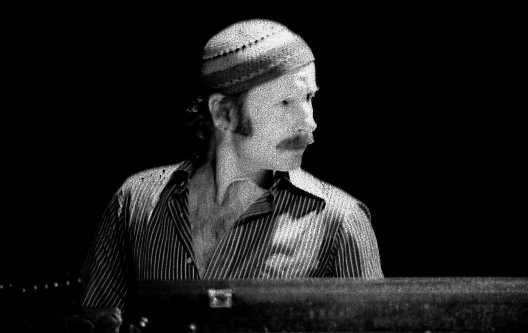
Joe Zawinul

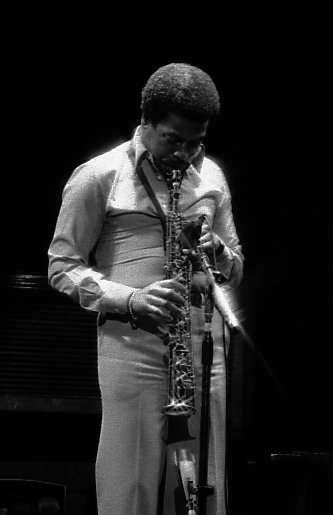
Wayne Shorter

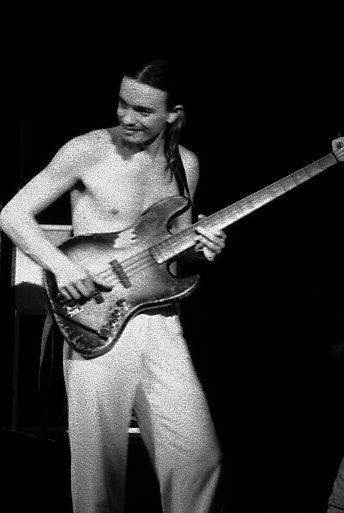
Jaco Pastorius

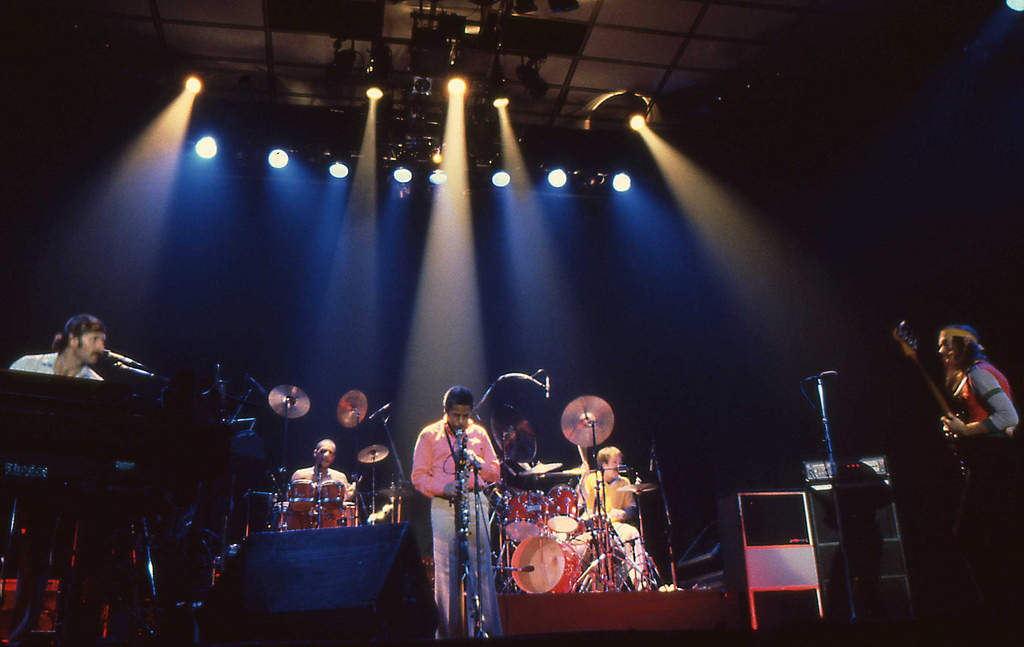
Weather Report 1980

Weather Report war eine der künstlerisch bedeutendsten und kommerziell erfolgreichsten Jazz- und Fusion-Bands in den 1970er und 1980er Jahren, an der sich bis heute viele Musiker verschiedener Stilrichtungen orientieren.
Die Band wurde anfangs von dem in Österreich geborenen Keyboarder Joe Zawinul, dem amerikanischen Saxophonisten Wayne Shorter und dem tschechischen Bassisten Miroslav Vitouš gemeinsam geleitet. Andere prominente Mitglieder an verschiedenen Stellen im Leben der Band waren die Bassisten Alphonso Johnson, Jaco Pastorius und Victor Bailey, und die Schlagzeuger / Perkussionisten Peter Erskine, Alex Acuña, Airto Moreira und Chester Thompson. Während des größten Teils ihres Bestehens war die Band ein Quintett aus Keyboards, Saxophon, Bass, Schlagzeug und Percussion.
Der Musikjournalist Josef Woodard bezeichnete Weather Report in einem Artikel über die Gruppe in der US-Jazz-Fachzeitschrift Down Beat im Januar 2001 als die „beste Jazzband der letzten 30 Jahre des 20. Jahrhunderts“.

## Geschichte

### Frühphase: 1970–1975
Gründer und Kern von Weather Report waren im Dezember 1970 Joe Zawinul (Keyboard) und Wayne Shorter (Saxophon), die sich bereits seit 1959 kannten und bei der Aufnahme von Miles Davis’ In a Silent Way darüber sprachen, eine gemeinsame Band zu gründen. Bis 1973 war der Bassist Miroslav Vitouš Mitglied der Band; er war schon an Zawinuls erstem Solo-Album 1970 beteiligt.
Zudem wurden Alphonse Mouzon am Schlagzeug und Airto Moreira engagiert. Diese Musiker hatten zuvor alle mit Davis gearbeitet und führten – gemeinsam mit den Perkussionisten Don Alias und Barbara Burton – das Konzept von In a Silent Way auf dem ersten, gleichnamigen Album der Gruppe weiter, als sie „in einem musikalisch sehr freien, improvisatorischen Fluss Rock, Jazz und Latin-Grooves verwoben.“
Der Einsatz eines Schlagzeugers in Verbindung mit einem Perkussionisten förderte die Dynamik und das Spielen komplexer Polyrhythmen. Zawinul löste sich vom alten 32-Takte-System, brach mit dem Thema-Solo-Thema-Schema und führte neue Formen ein.
Bei den ersten Studioaufnahmen war die Band sehr experimentell; ein Vorbild für das Zusammenspiel war Attila Zollers The Horizon Beyond. Mit dem Album Sweetnighter orientierte sich die Band an klareren Kompositionsstrukturen, spielte melodischer und schaffte den Durchbruch auf dem Massenmarkt.
An die Stelle von Vitouš trat 1973 der Bassist Alphonso Johnson, Vitouš wurde als ehemaliger Partner ausgezahlt. Für Mouzon kam in den nächsten Jahren fast jährlich ein neuer Schlagzeuger, bis ab 1978 mit Peter Erskine eine Stammbesetzung gefunden war. Auch die Perkussionisten wechselten bei fast jedem neuen Album, so beispielsweise Alex Acuña, Manolo Badrena, Dom Um Romão.

### Hochphase: 1976–1981 mit Jaco Pastorius
Mit dem Einstieg von Jaco Pastorius 1976, der bis 1981 in der Band blieb, und seinen Beiträgen als Komponist und Bassvirtuose begann der weltweite Erfolg der Band. „Die Jaco-Jahre“ (unter dem Titel The Jaco Years erschien 1998 auch eine Weather-Report-Compilation) gelten als die Hochphase der Gruppe. Auf den Alben Black Market (1976) und Heavy Weather (1977) „wurde eine künstlerische Geschlossenheit gefunden, wie sie auf späteren Alben kaum noch zu hören war.“
Die Band hatte große kommerzielle Erfolge mit den von Zawinul komponierten Titeln Black Market (1976) und Birdland (1977).
Die heutige Weltmusik wurde in Ansätzen schon damals von Weather Report gespielt, und umgekehrt beeinflusste die Band die afrikanische Musik. So etwa war das Intro des Stücks Black Market mehr als 20 Jahre lang die Erkennungsmelodie von Radio Dakar im Senegal. Insbesondere das Album Black Market fand einen großen Anklang in Afrika.
1978, bei den Aufnahmen zu Mr. Gone, kam der Schlagzeuger Peter Erskine zur Gruppe, der besser mit Jaco Pastorius harmonierte. Die Band verzichtete für die nächsten zwei Jahre auf einen Perkussionisten. 1979 veröffentlichte Weather Report als Quartett das Live-Album 8:30, das die Band auf einem Höhepunkt zeigte.

„Jede Band braucht eine Antriebskraft, einen Motor. Und in dieser Band war Jaco der Motor.“

1980 erschien das Album Night Passage.
1981 wurde das nach dem Debütalbum zweite Album mit dem Titel Weather Report aufgenommen. Es war als Schlusspunkt der Band gedacht. Sowohl Shorter als auch Zawinul wollten eigene Wege gehen. Das Album erschien 1982.
1981 musste Weather Report ihre Tournee absagen, weil sowohl Zawinul als auch Shorter sich um ihre im Sterben liegenden Mütter kümmern wollten. Darauf mussten sie über 100.000 Dollar Schadenersatz zahlen.
1981 hatte Pastorius sein zweites Soloalbum Word of Mouth aufgenommen und dann seine Big Band Word of Mouth mit Peter Erskine am Schlagzeug zusammengestellt; weil 1982 Konzerttermine gebucht waren, wollte Pastorius, dass Weather Report 1982 als Live-Band pausiert.
Als in dieser Situation die Band zu einer Tournee gezwungen wurde, nutzte Zawinul die Gelegenheit, den durch Alkoholprobleme zunehmend unzuverlässig gewordenen Pastorius zu ersetzen.
Erskine verließ ebenfalls die Band.

### Spätphase: 1982–1986
Als 1982 die Plattenfirma per vertraglicher Option ein weiteres Album forderte, wurden als Ersatz für Pastorius und Erskine Omar Hakim und Victor Bailey engagiert, um das Album Procession einzuspielen. Beide blieben die zwei Jahre bis zum letzten Konzert 1984 in der Band.
Nach den Alben Domino Theory (1984) und Sportin' Life (1985) wollten Zawinul und Shorter die Band endgültig beenden. 1986 wurde jedoch erneut per vertraglicher Option ein Album von der Plattenfirma gefordert, als die Band schon nicht mehr existierte. Das Ergebnis war This is This mit Carlos Santana als Gastmusiker. Shorter hatte die Band bereits verlassen, brachte keine Komposition ein und spielte nur bei drei von acht Titeln mit. Die Tourband, die das Album unterstützen sollte, hieß bereits Weather Update. Statt Shorter spielte der Gitarrist Steve Khan. Diese Band verwies bereits auf das bald darauf entstehende Zawinul Syndicate.

## Diskografie

### Studio- und Livealben
| Jahr | Titel                    | Höchstplatzierung, Gesamtwochen, AuszeichnungChartplatzierungen (Jahr, Titel, Platzierungen, Wochen, Auszeichnungen, Anmerkungen) | Höchstplatzierung, Gesamtwochen, AuszeichnungChartplatzierungen (Jahr, Titel, Platzierungen, Wochen, Auszeichnungen, Anmerkungen) | Anmerkungen |
| Jahr | Titel                    | UK | US | Anmerkungen |
| ---- | ------------------------ | --- | --- | ----------- |
| 1971 | Weather Report           | — | US191 (4 Wo.)US |             |
| 1972 | I Sing the Body Electric | — | US147 (6 Wo.)US |             |
| 1973 | Sweetnighter             | — | US85 (17 Wo.)US |             |
| 1974 | Mysterious Traveller     | — | US46 (23 Wo.)US |             |
| 1975 | Tale Spinnin’            | — | US31 (14 Wo.)US |             |
| 1976 | Black Market             | — | US42 (11 Wo.)US |             |
| 1977 | Heavy Weather            | UK43 Silber · (6 Wo.)UK | US30 Platin · (22 Wo.)US |             |
| 1978 | Mr. Gone                 | UK47 (3 Wo.)UK | US52 (14 Wo.)US |             |
| 1979 | 8:30                     | — | US47 (11 Wo.)US |             |
| 1980 | Night Passage            | — | US57 (14 Wo.)US |             |
| 1982 | Weather Report           | UK88 (2 Wo.)UK | US68 (11 Wo.)US |             |
| 1983 | Procession               | — | US96 (10 Wo.)US |             |
| 1984 | Domino Theory            | UK54 (1 Wo.)UK | US136 (8 Wo.)US |             |
| 1985 | Sportin’ Life            | — | US191 (3 Wo.)US |             |
| 1986 | This Is This             | — | US195 (2 Wo.)US |             |

Weitere Alben
- 1972: Live in Tokyo

### Nach Auflösung der Band
- 2002: Live and Unreleased
- 2006: Forecast: Tomorrow
- 2011: Live in Berlin 1975
- 2011: Live in Offenbach 1978
- 2011: Live in Cologne 1983
- 2023: Live in Berlin 1971 (GAD Records)

## Zitate
Zur Namensfindung von „Weather Report“:

„Wir haben lange herumgetechtelt in meiner Wohnung in New York, wie wir das nennen können. Unsere Namen können es nicht sein. Wir machen etwas, was Leute kennen, und was jeden Tag irgendwie im Ohr ist. 'News' oder 'Daily News' - das klingt nicht gut. Und Wayne sagt: „Weather Report - that’s it.““

„Wir wollten Musik spielen, die man täglich hört – wie den Wetterbericht – und sich ständig ändert – wie das Wetter.“

„Die Musik von Weather Report entwickelte sich von relativ freien Experimenten mit elektronischen Effekten zu ziemlich festen Strukturen, wobei melodische Riffs und diffizile Rhythmen aus slawischer und anderer Folklore entlehnt und geschmeidig angepasst wurden. Frappierend schöne Akkordprogressionen reflektierten die global verstreuten Klangquellen wie in einem Fokus – soll heißen: im Keyboard von Joe Zawinul, wo er diverse Clips speicherte und zu Kaleidoskop-Songs umarbeitete. Sein überragendes Talent, aus exotischen Grooves, gesangsgeeigneter Melodik und typischer Jazzphrasierung stilistisch stimmige Synthesen zu formen, wirkte wie ein Katapult für den Erfolg von Weather Report.“

## Publikationen
- Gunther Baumann: Zawinul. Ein Leben aus Jazz. Residenz Verlag, Salzburg 2002, ISBN 3-7017-1291-3, Kap. 25: Jaco Pastorius. «Der beste Bassist, den wir je hatten», S. 129–133.
- Peter Erskine: No Beethoven: Autobiografie und Chronik von Weather Report. Alfred Music Publishing 2014, ISBN 978-3-943638-91-2.